# Acrenhydrosoma maccalli
Acrenhydrosoma maccalli är en kräftdjursart som beskrevs av Schizas och John F. Shirley 1994. Acrenhydrosoma maccalli ingår i släktet Acrenhydrosoma och familjen Cletodidae. Inga underarter finns listade i Catalogue of Life.